# Anna Ter-Awetikjan
Anna Tigranowna Ter-Awetikjan (armenisch Աննա Տեր-Ավետիքյան, russisch Анна Тер Аветикян; geb. 10. Oktoberjul. / 23. Oktober 1908greg. in Jerewan, Gouvernement Eriwan, Russisches Kaiserreich; gest. 16. Januar 2013 in Jerewan, Republik Armenien) war die erste weibliche armenische Architektin. Sie entwarf viele bedeutende Bauwerke und empfing mehrere nationale Preise für ihr Werk.

## Kindheit und Jugend
Anna Ter-Awetikjan wurde 1908 in Jerewan geboren, das damals im Gouvernement Eriwan des Russischen Kaiserreiches lag.  Der russische Zar Nikolaus I. hatte der Familie Ter-Awetikjan einen Adelstitel verliehen, da sie die Truppen des russischen Generals Iwan Fjodorowitsch Paskewitsch unterstützt und mit medizinischen Gütern versorgt hatte, als Russland im Krieg mit dem Osmanischen Reich Armenien besetzte.  In ihrer Familie gab es mehrere Architekten und Städteplaner, die unter anderem das Trinkwassersystem Jerewans, das erste Krankenhaus der Stadt und andere bedeutende Bauwerke errichtet hatten. Ihr Vater Tigran Ter-Awetikjan und dessen Bruder Yervand Ter-Awetikjan schufen die Philharmonie Jerewans, das Rathaus auf dem Schahumjanplatz und andere bedeutende Werke.
Nach dem Abschluss einer höheren Ausbildung 1924 schrieb sich Ter-Awetikjan an der Technischen Schule der Staatlichen Universität Jerewan ein, um Architektur zu studieren. 1926 begann sie, parallel zu ihrem Studium, für die armenischen Architekten Nikoghajos Buniatjan und Aleksandr Tamanjan zu arbeiten, die den Masterplan für Jerewan und viele seiner Gebäude entwarfen. Zu dieser Zeit ging sie morgens in die Schule, arbeitete nachmittags in Buniatjans Atelier und dann abends mit Tamanjan. Ter-Awetikjan schloss 1930 ihr Studium ab und heiratete kurz darauf ihren Kommilitonen Kostandin Howhannisjan.

## Berufsleben

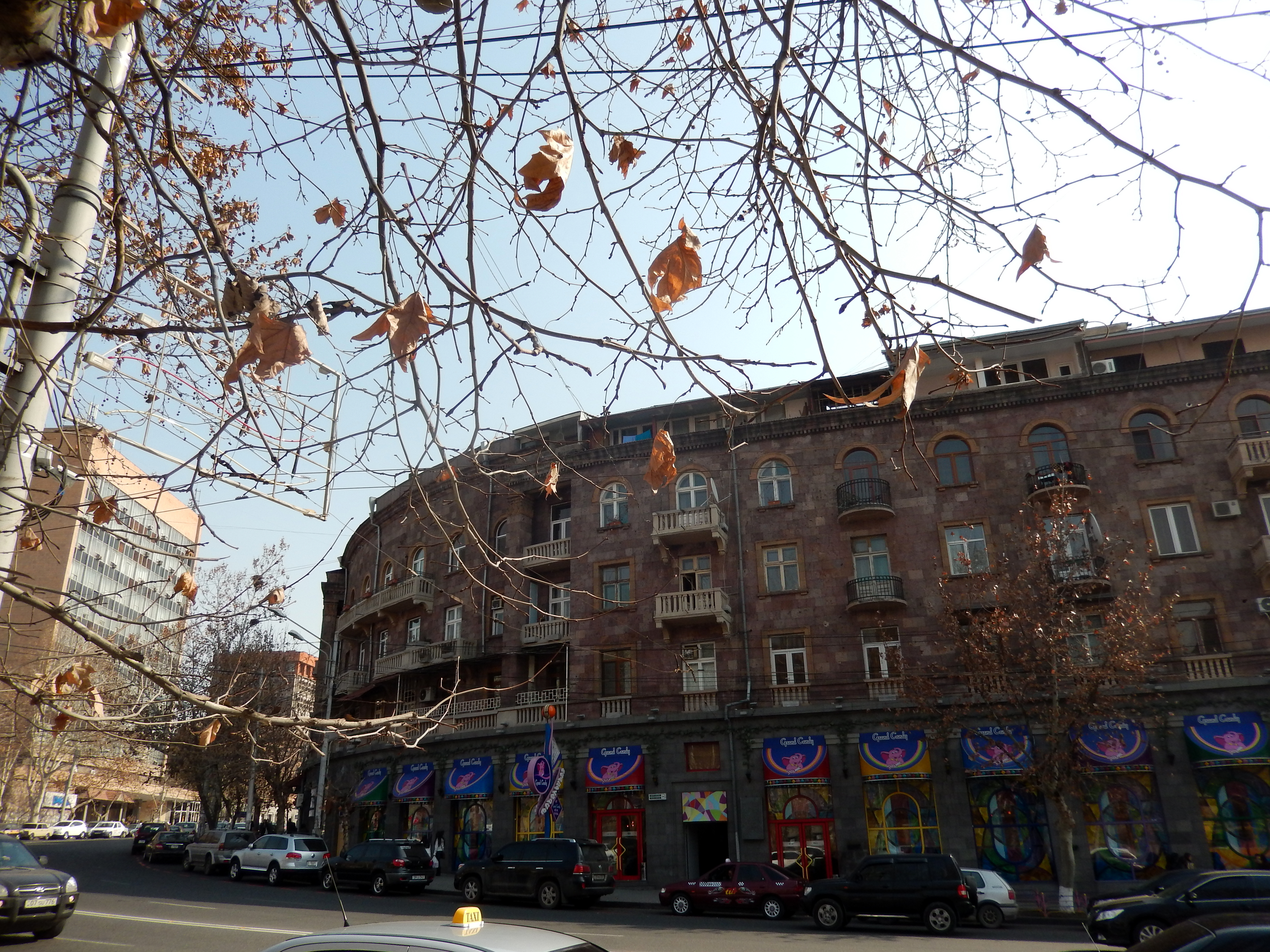
Pontschikanozegebäude an der Ecke Mesrop-Maschtoz-Allee und Korjunistraße

Zusammen mit ihrem Ehemann Kostandin Howhannisjan entwarf Ter-Awetikian Feuerwehr- und Polizeistationen in Jerewan und das Kino „David von Sasun“ (das später zerstört wurde). 1938 erregte einer ihrer Entwürfe Aufmerksamkeit bei der Internationalen Ausstellung „Frauen in Kunst und Volkskunst“ in Paris. Im gleichen Jahr wurde sie Preisträgerin des Gesamt-Unions-Wettbewerbs Technische Kreativität von Architektinnen (russisch Лауреат Всесоюзных смотров творчества женщин-архитекторов Laureat Wsessojusnych smotrow twortschestwa schenschtschin-architektorow). Zwischen 1941 und 1943 war sie Vorsitzende des Armenischen Architektenbundes.
Ihr Entwurf für das Haus der Filmschaffenden gewann den ersten Preis des Gesamtsowjetischen Architektinnenwettbewerbs 1948. Das Gebäude wird „Pontschikanoze“ genannt, weil darin eines der ersten Cafés Jerewans eröffnet wurden, in dem Pontschiks (armenisch Պոնչիկ, armenische Pfannkuchen) serviert wurden.

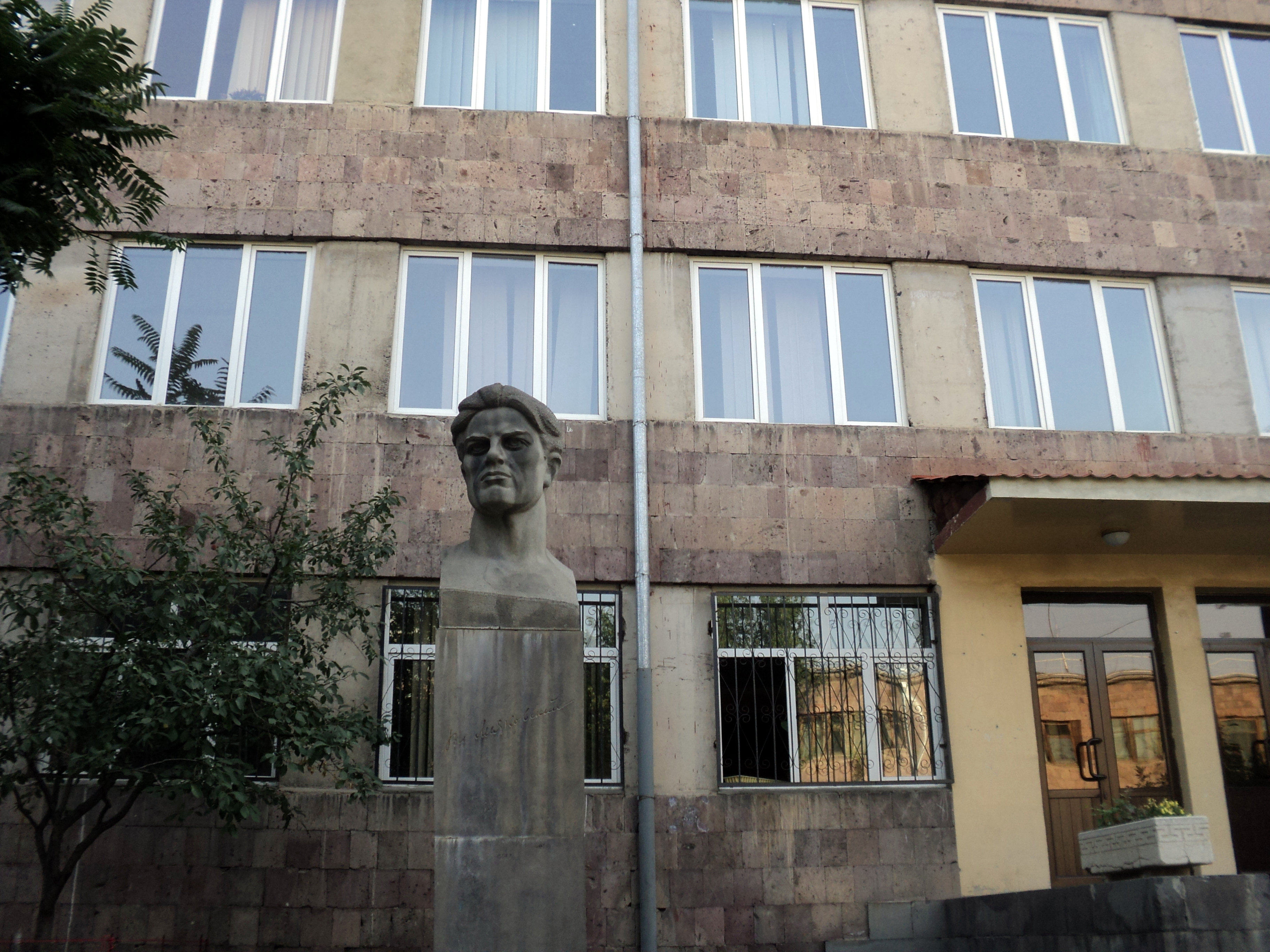
Schule Nr. 7 Wladimir Majakowski, Jerewan, entworfen von Ter-Awetikjan

Während ihres Berufslebens baute Ter-Awetikjan, die später mit einem anderen Entwurfsbüro zusammenarbeitete, über 40 Gebäude, darunter Wohn- und Bürohäuser, Schulen und Krankenhäuser. Zu ihren Entwürfen gehört das Filmstudio „Armenfilm“ an der Ecke Leninallee und Kirowstraße in Jerewan, das Gebäude des Handelsministeriums, das NKWD-Gebäude in der Abowjan- und Kirowstraße in Jerewan, das Sprachinstitut „Hratschia Adscharjan“ in Jerewan, Schulen in Etschmiadsin, Wanadsor, Gjumri, Stepanawan und Jerewan und ein Krankenhaus in Gawar. Ihre Entwürfe waren für ihre klassische Komposition und dekorative Elemente bekannt, mit einer klaren Entscheidung für die nationale armenische Architektur. Sie erhielt Anerkennung für ihre Eckstrukturen und die Fähigkeit, Harmonie mit umgebenden Plätzen herzustellen. Sie verwendete konkave Arkaden, um die geraden Linien einer Straße auszugleichen.
1945 wurde Ter-Awetikjan vom Obersten Rat der Armenischen Sozialistischen Sowjetrepublik ausgezeichnet. 1956 erhielt sie erneut die Auszeichnung des Gesamtunionswettbewerbs. 1968 wurde Ter-Awetikjan Architekt Emeritus. 1972 ging sie in den Ruhestand. Nachdem Armenien seine Unabhängigkeit von der Sowjetunion erlangt hatte, wurde Ter-Awetikjan von der Republik Armenien geehrt und erhielt 2002 die Aleksandr-Tamanjani-Goldmedaille. 2008 erhielt sie anlässlich ihres 100. Geburtstags die Goldmedaille der Stadt Jerewan.